# Saint-Zotique
Saint-Zotique è un comune del Canada, situato nella provincia del Québec, nella regione di Montérégie.